# 喬應春
喬應春（？—？），字仁卿，武驤左衛勇士籍河南彰德府安陽縣人，明朝政治人物。

## 生平
順天府鄉試第五十一名舉人。嘉靖四十一年（1562年）中式壬戌科會試第一百八十一名，三甲第九十九名進士。隆慶四年（1570年）任山西太原府知府。復除山東登州府知府，萬曆六年（1578年）九月升遼東行太僕寺少卿，專理馬政兼管兵備屯田，七年九月議馬政三事，八年三月勒令致仕。

## 家族
曾祖喬顯；祖父喬琮；父喬文，知州。前母徐氏；母沈氏。具慶下。